# استوارت اتول
 استوارت اتول  (به انگلیسی: Stuart Attwell) (زاده ۶ اکتبر ۱۹۸۲ - نونیتون) داور اهل انگلستان است.
وی داوری را از سال ۲۰۰۴ شروع کرده و در سال ۲۰۰۹ میلادی در لیست داوران فیفا قرار گرفته است.